# メイクマン
株式会社メイクマン（英: Makeman Co., Ltd）は、沖縄県内においてホームセンター「メイクマン」を展開する小売企業。浦添市城間の本店と同所に本社をおく。
キャッチフレーズは「住まいと暮らしのDIYセンター」。

## 概要
1975年1月に名護鉄工所の小売部門として、浦添市城間に1号店である「DIYセンターメイクマン浦添店」を創業した。当時、オイルショック後で建設業の不況が続いていたが、ホームセンター事業は好調であったことから、翌年、業務拡張のため名護鉄工所から分離し「株式会社メイクマン」が設立された。以降那覇市や沖縄本島中部を中心に展開し、1990年代からは沖縄本島北部・南部や先島諸島（宮古島・石垣島）へも進出。沖縄県には本土の大手ホームセンターがカインズとコーナンを除いて進出していないため、圧倒的なシェアを誇っている。
現在では100円ショップチェーンのセリア（岐阜県大垣市）と提携し、沖縄県内で独占的にセリア商品を取扱う。また、イオングループのイオンクレジットサービスと提携し、「メイクマンカード」を発行している。そのほか、Tポイントや電子マネーWAONや楽天Edyも利用可能となっている。

### メイクマンファミリー
マスコットキャラクターは猿をモチーフにした「メイキーくん」である。テレビCMではメイクマンファミリーのベッキーちゃん（妹）、マイクとおさん（父）、メイかあさん（母）とともに4人家族が登場する。かつては天気予報やテレビCMでアニメやCMソング（天気予報はメロディーのみ）を放送していたが、現在は放送されていない。CMソングである「メイクマンの歌」はりんけんバンドの照屋林賢が作詞・作曲をしている。またCMソングはメイクマン店内BGMでも聴くことができる。
週末前後に「とことん特価祭」が行われている（メイクマンのCMはこれが中心）。

## 沿革
- 1975年（昭和50年）
  - 1月25日 - 名護鉄工所の小売り部門として浦添市城間に「DIYセンターメイクマン浦添店」を創業。
  - 不明 - ドイト（さいたま市）が主宰する共同流通機構「DMCグループ」に加盟[4][注 2]。
- 1976年（昭和51年）
  - 10月1日 - 名護鉄工所から独立。創業地に株式会社メイクマンを設立し、同所に本社をおく[注 3]。
  - 12月24日 - 具志川市（現・うるま市）江洲に「メイクマン具志川店」を開店。
- 1978年（昭和53年）11月3日 - 那覇市上間に「メイクマン那覇店（現・一日橋店）[5]」を開店[6]。
- 1980年（昭和55年）6月21日 - 資材や商品の調達を強化するため、貿易部を新設[7]。
- 1981年（昭和56年）5月21日 - POSシステム導入に向け、電算室を新設。浦添店に試験的に導入[7]。
- 1982年（昭和57年）10月5日 - 本社を浦添市城間の座波建設ビルへ移転[8]。
- 1985年（昭和60年）
  - 4月22日 - 浦添店を増床。外食事業として「海鮮料理とバンケットプラザの店 海覇王（ハイパーワン）」を開店（1989年に閉店[9]）。
  - 8月10日 - 中頭郡北中城村瑞慶覧に園芸用品に特化した「ガーデンセンター」を開店[10]。
- 1987年（昭和62年）
  - 7月3日 - 中頭郡西原町字小那覇にディスカウントストア業態の「ニューマン」を開店[11]。
  - 11月2日 - 東京営業所開設（1992年閉鎖）[10]。
- 1988年（昭和63年）7月21日 - 商品開発のため、読谷村に農場を開始（1990年に閉鎖）。
- 1989年（平成元年）9月1日 - EOS（電子発注）システムを導入[12]。
- 1990年（平成2年）
  - 6月21日 - 商品管理と配送を担う拠点として物流センターを開設[12]。
  - 11月7日 - 那覇市宇栄原に「メイクマン小禄店」を開店[12]。
- 1991年（平成3年）6月19日 - 本社を現在地に移転[12]。
- 1994年（平成6年）
  - 4月1日 - 石垣市真栄里に先島諸島へは初の出店となる「メイクマンFC石垣店」が、同社初のフランチャイズとして開店[注 4][12]。
  - 小禄店を増床。
- 1995年（平成7年）- メイクマン本社の企画室を分離し、有限会社メイクマンプロモーションを設立[13]（1999年に株式会社化）。
- 1996年（平成8年）
  - 6月21日 - 沖縄市与儀3丁目に「メイクマン泡瀬店」を開店。POSシステムの本格運用を開始[13]。
  - 11月1日 - 名護市名護に「メイクマン名護店」を開店し、沖縄本島全域をカバー[13]。
  - 大阪連絡所を開設、僅か10ヶ月後に閉鎖。
  - ニューマンを増床。パワーセンターの「メイクマン ニューマン店」に業態変更[14]。
- 1997年（平成9年）
  - 2月21日 - 不動産事業を行うメイクマン開発株式会社を設立[13]。
  - 9月5日 - 宮古島市平良西里に、宮古島への初出店となる「メイクマンFC宮古店」が開店[12]。
- 1998年（平成10年）
  - 3月26日 - ガーデンセンターを移転、中頭郡北谷町美浜のアメリカンビレッジ内に「メイクマン美浜店」を開店[14]。
  - 10月1日 - ホームページを開設[13]。
  - 10月8日 - うるま市江洲に具志川店を新築移転[8]。
- 1999年（平成11年）
  - 4月9日 - 100円ショップ「セリア」と提携[14]し、メイクマン店内に併設するかたちで美浜店を先行開店[13]。後に浦添店・ニューマン店に開店。
  - 泡瀬店を食料品を充実させた「暮らし上手のショッピングプラザ メイクマン」として新装開店[15]。
  - 代表取締役社長に湧川善充が就任。
- 2000年（平成12年）
  - 3月 - ガーデンセンターにてインターネットショップを開始（2004年に提供終了）[15]。
  - 4月1日 - 中頭郡北谷町美浜に屋内型アミューズメント施設「ドラゴンパレス」を開館[13][注 5]。
- 2001年（平成13年）10月5日 - 泡瀬店をインテリアを中心とした「お部屋のリビングファッション JOYHOME」に業態転換[15]。
- 2002年（平成14年）10月4日 - ニューマン店にペットセンターを開店[15]。
- 2003年（平成15年）9月22日 - メイクマン物流株式会社を設立。
- 2004年（平成16年）12月1日 - 小禄店を移転、豊見城市田頭に当時県内で最大規模の「メイクマン豊見城店」を開店。
- 2006年（平成17年）4月5日 - イオンクレジットサービスと提携したクレジットカード「メイクマンカード」を発表[16]。同年6月から発行を開始。
- 2007年（平成18年）6月14日 - 名護店を増床し新装開店[17]。既存のDIY館に隣接してインテリア中心の生活館、100円ショップ「セリア」を開店。
- 2009年（平成19年）
  - 6月25日 - 石垣市真栄里にFC石垣店が新築移転。
  - 11月24日 - 代表取締役社長に宮城順一が就任[15]。
  - 12月3日 - 具志川店にて修理センターを本格稼働[18]。
- 2013年（平成25年）
  - 10月6日 - 旧浦添店を閉店。
  - 10月31日 - 浦添市城間に「メイクマン浦添本店」を新築開店。同所4階に本社を移転。
- 2014年（平成26年）1月19日 - メイクマン物流を吸収合併。
- 2015年（平成27年）- メイクマン開発を吸収合併し、ドラゴンパレスをメイクマンに移管。
- 2018年（平成30年）2月22日 - Tポイント・ジャパンとポイントプログラム契約を締結[19]し、同年11月5日から全店舗でTポイントを導入[20]。
- 2019年（令和元年）8月1日 - 具志川店を増床し、100円ショップ「セリア」を開店、パワーセンターとして新装開店。
- 2021年（令和3年）
  - 7月 - ドラゴンパレスをアミューズメント沖縄（宜野湾市）に譲渡。
  - 9月16日 - 一日橋店に100円ショップ「セリア」を開店し、直営全店舗にてセリアの取扱いを達成。
- 2022年（令和4年）1月 - 浦添本店に隣接するメイクマン物流センターを開設。

## 店舗
各店舗の詳細は公式サイト「店舗案内」を参照。

### パワーセンター
DIY用品や生活用品に加え、業務用品を幅広く扱う大型店舗。
- 浦添本店（浦添市城間）
- 豊見城店（豊見城市田頭）
- ニューマン店（中頭郡西原町小那覇）
- 具志川店（うるま市江洲）

### DIYセンター
DIY用品や生活用品を中心に扱う中型店舗。
- 一日橋店（那覇市上間）
- 美浜店（中頭郡北谷町美浜）
- 名護店（名護市名護）
- FC石垣店（石垣市真栄里）
- FC宮古店（宮古島市平良西里）

## かつて存在した店舗

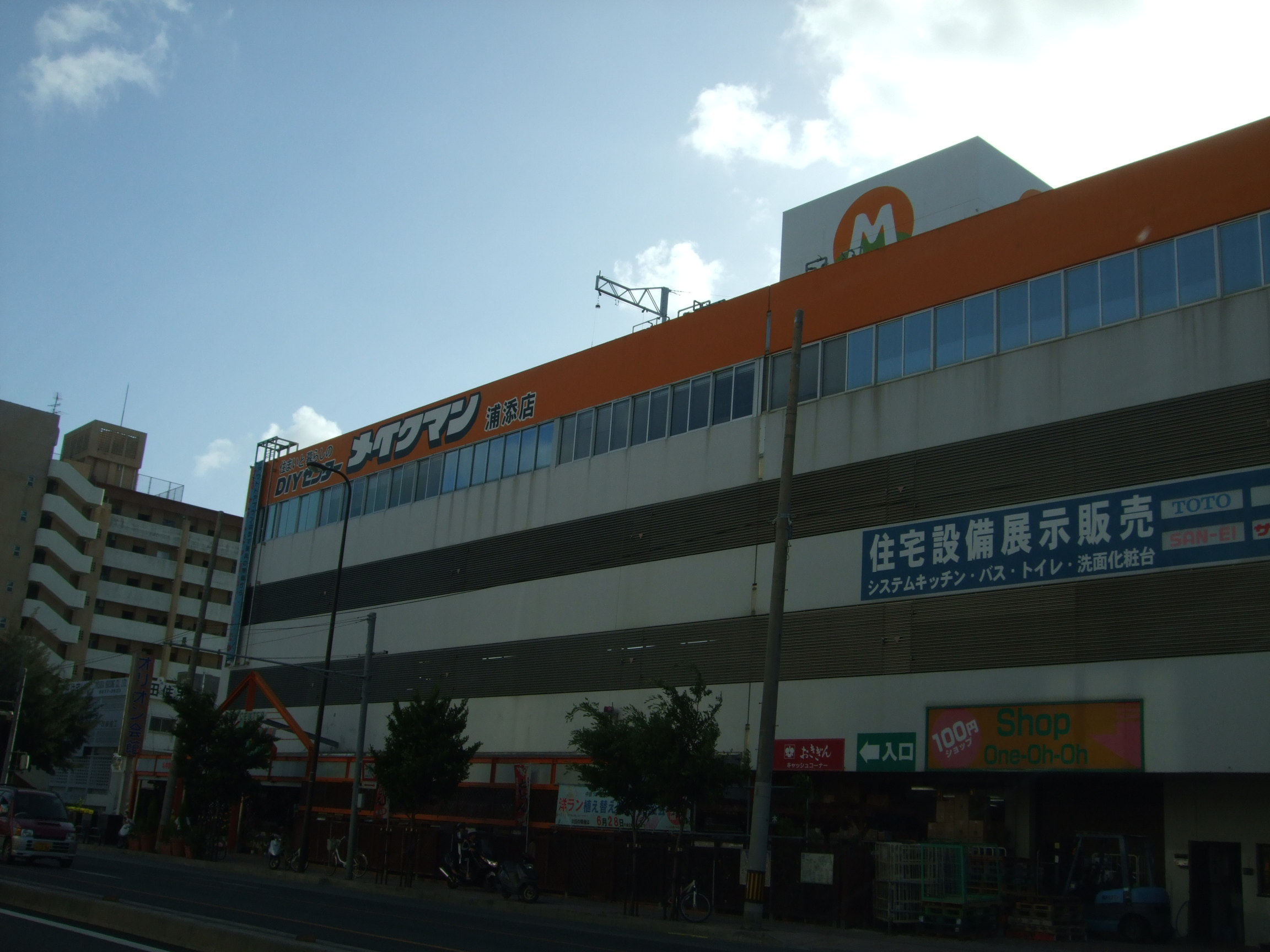
創業より1号店として開店していた浦添店。

- ニューマン（中頭郡西原町小那覇）[10]

「全品激安の365日」を掲げ1987年に開業したディスカウントストア業態の店舗。県内初の大型ディスカウントストアとして話題となり、初日の売上は全店舗における過去最高の一日売上高を記録した。
メイキーくんとは異なるヒーローのようなオリジナルキャラクター「ニューマン」が店舗看板や折り込みチラシに登場した。
1996年にメイクマン ニューマン店としてホームセンターに業態転換した。
- ガーデンセンター（中頭郡北中城村瑞慶覧）[10]

1985年に開業、1998年の美浜店への移転により閉店。現在は美浜店の一部として営業中。
- 小禄店（那覇市宇栄原）

1990年に開業、2004年に豊見城店への移転により閉店。
跡地はマンガ倉庫那覇店として営業中。
- 泡瀬店→ジョイホーム（沖縄市与儀3丁目）

1996年に開業、1999年にドリンクや食品コーナーを拡充した「暮らし上手のショッピングプラザ メイクマン」へリニューアルした。売上に伸び悩み、2001年に家具専門店の「お部屋のリビングファッション JOYHOME」として大幅に業態転換するも、2006年に閉店。
現在はマンガ倉庫泡瀬店として営業中。
- 浦添店（浦添市城間）

1975年1月の創業時は地下1階と地上1階の平屋であったが、増改築を繰り返し、閉店時は地上4階建てであった。他の大型店舗よりも駐車台数が少なく、売場面積が手狭となったことで、新店への移転計画が立ち上がった。
2013年10月6日に閉店し、併設していた旧本社とともに浦添本店に移転した。
現在はマンガ倉庫浦添店として営業中。
- 海覇王（浦添市城間）

読みは「ハイパーワン」。役員会で「ホームセンターにも限度がある。これからの時代は外食事業が有望だ」と全会一致で決定し、1985年に同社初の外食事業として当時台湾で人気であった飲食店をモデルに開業した。
業績不振が続いたことから1989年に閉店。跡地はメイクマン浦添店の増床で利用された。

## 主な提供番組
- 天気予報（沖縄テレビ・1980年代〜1990年代初期、琉球朝日放送・1995年〜）
- RBCエリアレポート（琉球放送）
- ステーションQ（琉球朝日放送）
- 住まいの110番（琉球放送→琉球朝日放送。静岡朝日テレビ制作だが、沖縄県内では当社にスポンサーを差し替えた）。
- ファッションガーデン（琉球朝日放送）

琉球朝日放送（QAB）開局後は同局を中心にCMが放送され、他の民放テレビやラジオでは週末に行われる「とことん特価祭」のCMくらいしか流れない（それでも頻繁に放送されている）。

### 注
1. ↑  なお、イオングループならびにイオン琉球（旧・琉球ジャスコ）との提携はおこなっていない。
2. ↑  DMCグループからは1996年に脱会している。
3. ↑  資本金は9510万円（1977年）。
4. ↑  株式会社石垣エスエスグループが運営する。
5. ↑  メイクマン開発による運営。当時沖縄で唯一、4DF/Xシアターを常設していたが、2012年にシアターは閉館した。